# Warcisław II de Gdańsk
Warcislaw II de Gdansk (en polonais Warcisław II Gdański, en allemand Wartislaw II.) est né vers 1237 et est mort le 9 mai 1271. Il est duc de Gdańsk de 1266 à 1270.
Warcislaw est le fils de Świętopełk II de Poméranie et le frère cadet de Mestwin II de Poméranie. Après le décès de Świętopełk le 11 janvier 1266, il obtient le duché de Gdańsk qui est né du morcellement de la Poméranie orientale sur laquelle gouvernait son père. Ce partage ne convenant pas à Mestwin II qui n’a obtenu que le petit duché de Świecie, celui-ci envahit le duché de Gdańsk en 1270. Warcisław s’enfuit et se réfugie chez le duc Siemomysl d’Inowrocław qui l’abrite dans la place forte frontalière de Wyszogród.
Warcislaw II de Gdansk est décédé le 9 mai 1271 alors qu’il s’apprêtait à récupérer son duché par la force. Il est possible qu’il ait été assassiné sur l’ordre de son frère aîné. Warcislaw II de Gdansk est inhumé dans l’église des Franciscains d’Inowrocław.

## Sources
- (pl) Cet article est partiellement ou en totalité issu de l’article de Wikipédia en polonais intitulé « Warcisław II gdański » (voir la liste des auteurs).